# Saison 2015 de l'équipe cycliste Metec-TKH-Mantel

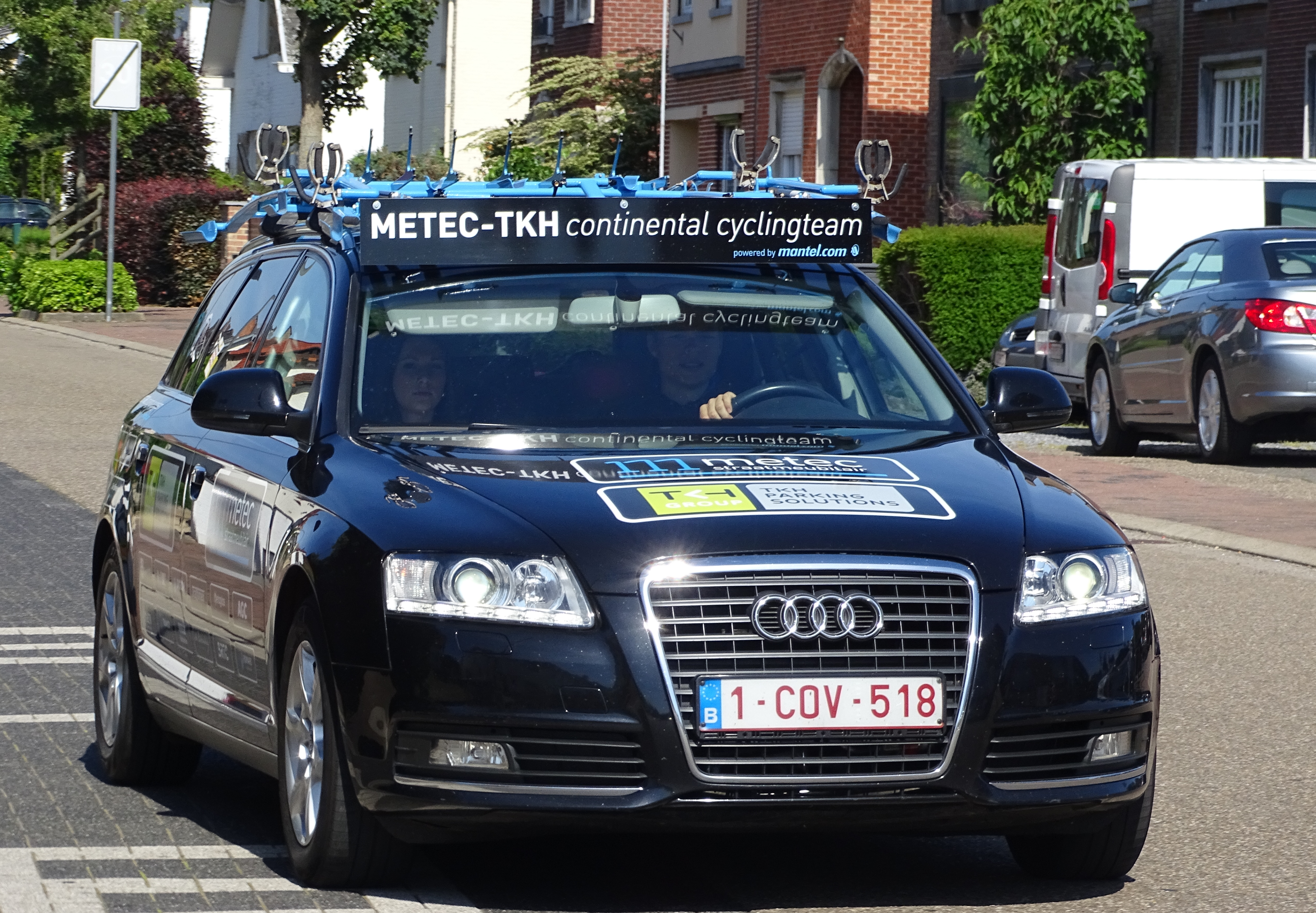
Une des voitures lors du Tour du Limbourg 2015.

La saison 2015 de l'équipe cycliste Metec-TKH-Mantel est la huitième de cette équipe.

## Préparation de la saison 2015

### Arrivées et départs
| Arrivées           | Équipe 2014               |
| ------------------ | ------------------------- |
| Rick Goeree        | NWV Groningen             |
| Jasper Hamelink    | Jo Piels                  |
| Sjoerd Kouwenhoven | De Rijke                  |
| Stefan Kreder      |                           |
| Wouter Leten       | Van Der Vurst Development |
| Arno van der Zwet  | Koga                      |
| Milan Veltman      |                           |

| Départs             | Équipe 2015          |
| ------------------- | -------------------- |
| Jesper Asselman     | Roompot              |
| Dennis Bakker       | Parkhotel Valkenburg |
| Bram de Kort        |                      |
| Peter Koning        | Drapac               |
| Dennis Smit         |                      |
| Sjoerd van Ginneken | Roompot              |
| Brian van Goethem   | Roompot              |

## Coureurs et encadrement technique

### Effectif

Portraits
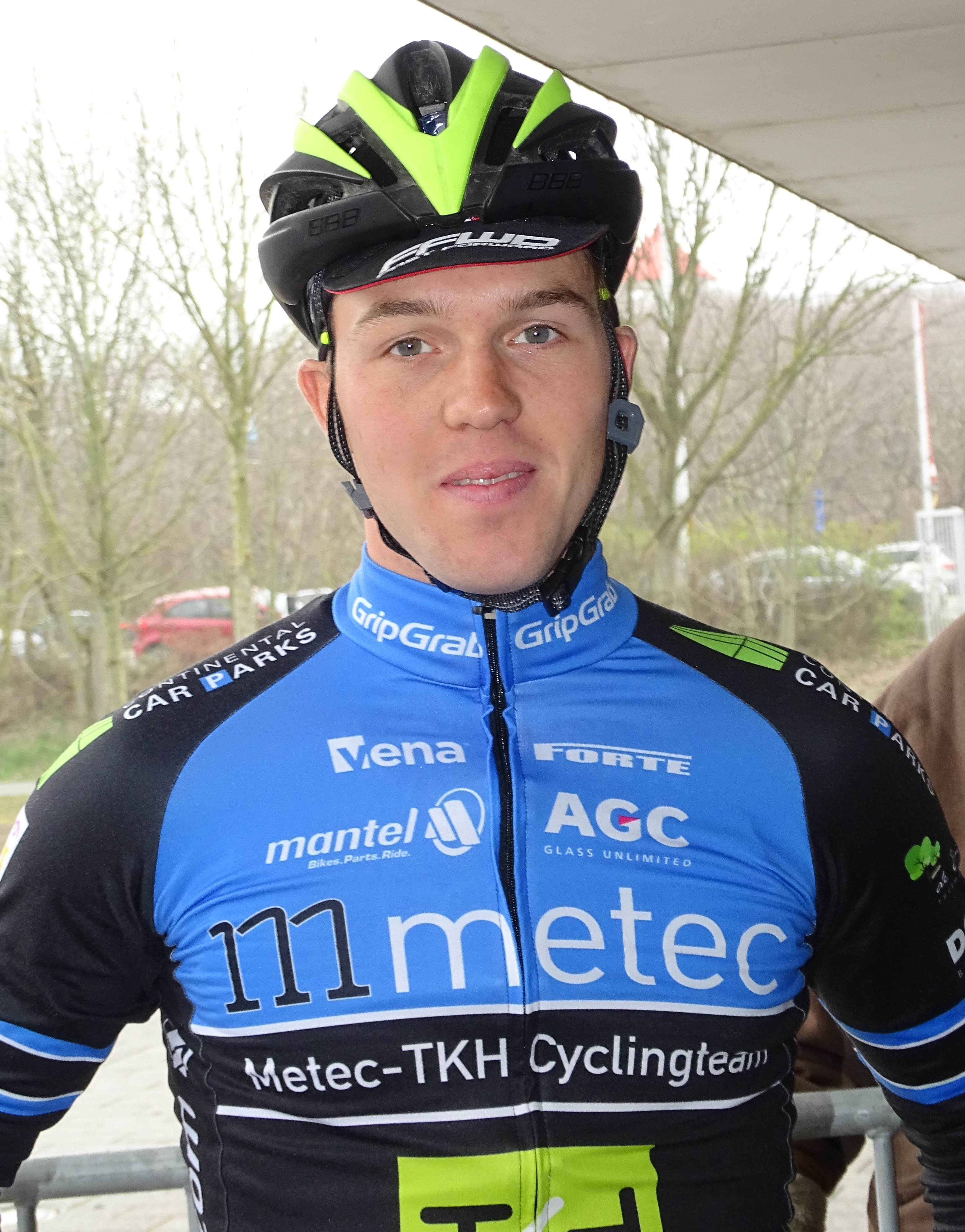
Wouter Leten.

| Cycliste           | Date de naissance | Nationalité | Équipe 2014               |  |
| ------------------ | ----------------- | ----------- | ------------------------- |  |
| Johim Ariesen      | 16 mars 1988      | Pays-Bas    | Metec-TKH Continental     |  |
| Tijmen Eising      | 27 mars 1991      | Pays-Bas    | Metec-TKH Continental     |  |
| Jarno Gmelich      | 21 juin 1989      | Pays-Bas    | Metec-TKH Continental     |  |
| Niels Goeree       | 16 janvier 1995   | Pays-Bas    | Metec-TKH Continental     |  |
| Rick Goeree        | 29 juillet 1994   | Pays-Bas    | NWV Groningen             |  |
| Jasper Hamelink    | 12 janvier 1990   | Pays-Bas    | Jo Piels                  |  |
| Dries Hollanders   | 31 juillet 1986   | Belgique    | Metec-TKH Continental     |  |
| Sjoerd Kouwenhoven | 3 novembre 1990   | Pays-Bas    | De Rijke                  |  |
| Stefan Kreder      | 24 août 1996      | Pays-Bas    |                           |  |
| Stef Krul          | 15 juillet 1995   | Pays-Bas    | Metec-TKH Continental     |  |
| Wouter Leten       | 11 janvier 1994   | Belgique    | Van Der Vurst Development |  |
| Oscar Riesebeek    | 23 décembre 1992  | Pays-Bas    | Metec-TKH Continental     |  |
| Remco te Brake     | 29 novembre 1988  | Pays-Bas    | Metec-TKH Continental     |  |
| Arno van der Zwet  | 7 mai 1986        | Pays-Bas    | Koga                      |  |
| Milan Veltman      | 8 mai 1996        | Pays-Bas    |                           |  |
| Jelle Wolsink      | 11 novembre 1995  | Pays-Bas    | Metec-TKH Continental     |  |

- Portraits
- Wouter Leten.

## Bilan de la saison

### Victoires
| Date       | Course                                                                     | Pays     | Classe | Vainqueur     |
| ---------- | -------------------------------------------------------------------------- | -------- | ------ | ------------- |
| 27/03/2015 | 3e étape du Tour de l'Alentejo                                             | Portugal | 2.2    | Johim Ariesen |
| 29/03/2015 | 5e étape du Tour de l'Alentejo                                             | Portugal | 2.2    | Johim Ariesen |
| 19/04/2015 | Tour de Hollande-Septentrionale                                            | Pays-Bas | 1.2    | Johim Ariesen |
| 11/06/2015 | 1re étape de la Ronde de l'Oise                                            | France   | 2.2    | Johim Ariesen |
| 01/07/2015 | 1re étape de la Course de Solidarność et des champions olympiques          | Pologne  | 2.2    | Johim Ariesen |
| 01/07/2015 | 2e étape de la Course de Solidarność et des champions olympiques           | Pologne  | 2.2    | Johim Ariesen |
| 03/07/2015 | 4e étape de la Course de Solidarność et des champions olympiques           | Pologne  | 2.2    | Johim Ariesen |
| 04/07/2015 | 5e étape de la Course de Solidarność et des champions olympiques           | Pologne  | 2.2    | Johim Ariesen |
| 04/07/2015 | Classement général de la Course de Solidarność et des champions olympiques | Pologne  | 2.2    | Johim Ariesen |

### Classement UCI

#### UCI Europe Tour
| Rang | Coureur | Points |
| ---- | ------- | ------ |